# Соломон Кульбак
Соломон Кульбак (англ. Solomon Kullback; 1907, Бруклін — 1994, Бойнтон-Біч) — американський криптограф і математик.

## Біографія
Народився в Брукліні (Нью-Йорк), закінчив Сіті-коледж із ступенем бакалавра в 1927 році й ступенем магістра з математики в 1929 році, після чого отримав докторський ступінь з математики в Університеті Джорджа Вашингтона в 1934 році. За пропозицією Сінкова, разом із ним здав тест на посаду молодшого математика цивільної служби, після чого обидва отримали призначення у Вашингтон на посаду молодших криптоаналітиків американської служби радіотехнічної розвідки.
Після прибуття до Вашингтона, С. Кульбак і А. Сінков працювали під керівництвом «батька американської криптографії» Вольфа Фрідмана, який організував інтенсивну програму навчання криптографії для цивільних службовців. Молоді криптоаналітики проходили підготовку в тренувальних таборах у Форт-Мід, після чого дістали звання офіцерів запасу. Після завершення навчання їм була доручена робота по розробці збірників шифрів для армії США, а також тестування апаратури комерційного шифрування, яку виробники пропонували уряду США.
Спільно з Френком Роулеттом Кульбак займався зломом коду так званої Червоної машини — японської криптографічного системи. Їм вдалося розкрити японський код, маючи тільки самі перехоплені повідомлення, зашифровані цим кодом.
В травні 1942 року, через п'ять місяців після Перл-Харбора, Кульбак у званні майора був відправлений у Велику Британію для взаємодії з британськими криптографічними службами. Працював в Блетчлі-Парку, де розташовувалося головний шифрувальний підрозділ Великої Британії — Урядова школа кодів і шифрів (англ. Government Code and Cypher School, GC&CS). Незабаром після повернення США Кульбак очолив японський напрям в службі дешифрування.
У 1952 році, після створення Агентства національної безпеки, Ф. Роулетт очолив у ньому відділ криптоаналізу, а С. Кульбак керував штатом із близько 60 співробітників, куди входили, зокрема, Лео Розен і Сем Снайдер. Його співробітники першими освоїли такі види машинної пам'яті, як магнітні стрічки і магнітні барабани, а також багатозадачний режим роботи комп'ютерів і вели роботи в галузі кібербезпеки.
С. Кульбак звільнився з АНБ у званні полковника в 1962 році, після чого викладав в університеті Джорджа Вашингтона і вів наукову роботу. Поняття теорії інформації Відстань Кульбака — Лейблера названо в честь нього і Річарда Лейблера.
Помер у 1994 у Флориді, його ім'я увічнене в Залі слави військової розвідки США і Залі слави Агентства національної безпеки.